# ناصر العمري
ناصر صالح شيبان العمري (مواليد 3 يوليو 1997) هو لاعب كرة قدم سعودي.

## مسيرة اللاعب
لعب في نادي الحجاز ونادي قلوة.